# Fontana della Rosa dei Venti
La fontana della Rosa dei Venti di Taranto è una fontana monumentale del Borgo Nuovo della città. Fu realizzata su disegno dell'architetto Brunetti al centro della piazza Ebalia, tra la via Berardi ed il lungomare Vittorio Emanuele III.

## Storia
Inaugurata il 4 giugno 1953 in un periodo di piena espansione edilizia del Borgo Nuovo, deve il suo nome alle otto teste poste ai bordi del cerchio centrale, ognuna delle quali rappresenta uno dei venti che soffiano sulla città, regolandone il clima e la navigazione in mare: Tramontana, Grecale, Levante, Scirocco, Ostro, Libeccio, Ponente, Maestrale. Dotata di ventuno getti d'acqua verticali e di un altissimo zampillo centrale, illuminati nelle ore serali da punti luce multicolore, presenta sul bordo esterno della vasca l'iscrizione in latino:
Ad adversis ventis impavidi navigabimus
"E anche con venti avversi coraggiosamente navigheremo".
L'ultimo restauro, che ne ha restituito il bianco colore originario, risale agli anni novanta del secolo scorso.